# Vénus (Cranach)
Pour les articles homonymes, voir Vénus.
Vénus est un tableau réalisé en 1532 par le peintre de la Renaissance allemande Lucas Cranach l'Ancien. De format vertical, cette peinture à l'huile et a tempera sur panneau de hêtre est une peinture mythologique qui représente Vénus debout en contrapposto devant un fond noir. Entièrement nue, la déesse tient un voile transparent qui passe devant son pubis. Reçue en don de Moritz von Gontard en 1878, l'œuvre est conservée au musée Städel, à Francfort-sur-le-Main.
Un tableau comparable se trouve au musée Herzog Anton Ulrich de Brunswick, également en Allemagne. Dans celle-ci, Vénus se cache le sexe de la main, et elle porte un large chapeau rouge. Ce même couvre-chef apparaît dans une autre version encore plus ancienne qui place la jeune femme devant un paysage : Vénus debout dans un paysage, dans les collections du musée du Louvre, à Paris, en France. La version francfortoise est donc peut-être la plus dépouillée, de même que la Vénus au voile au cœur de l'affaire Ruffini, qui pourrait être un faux.

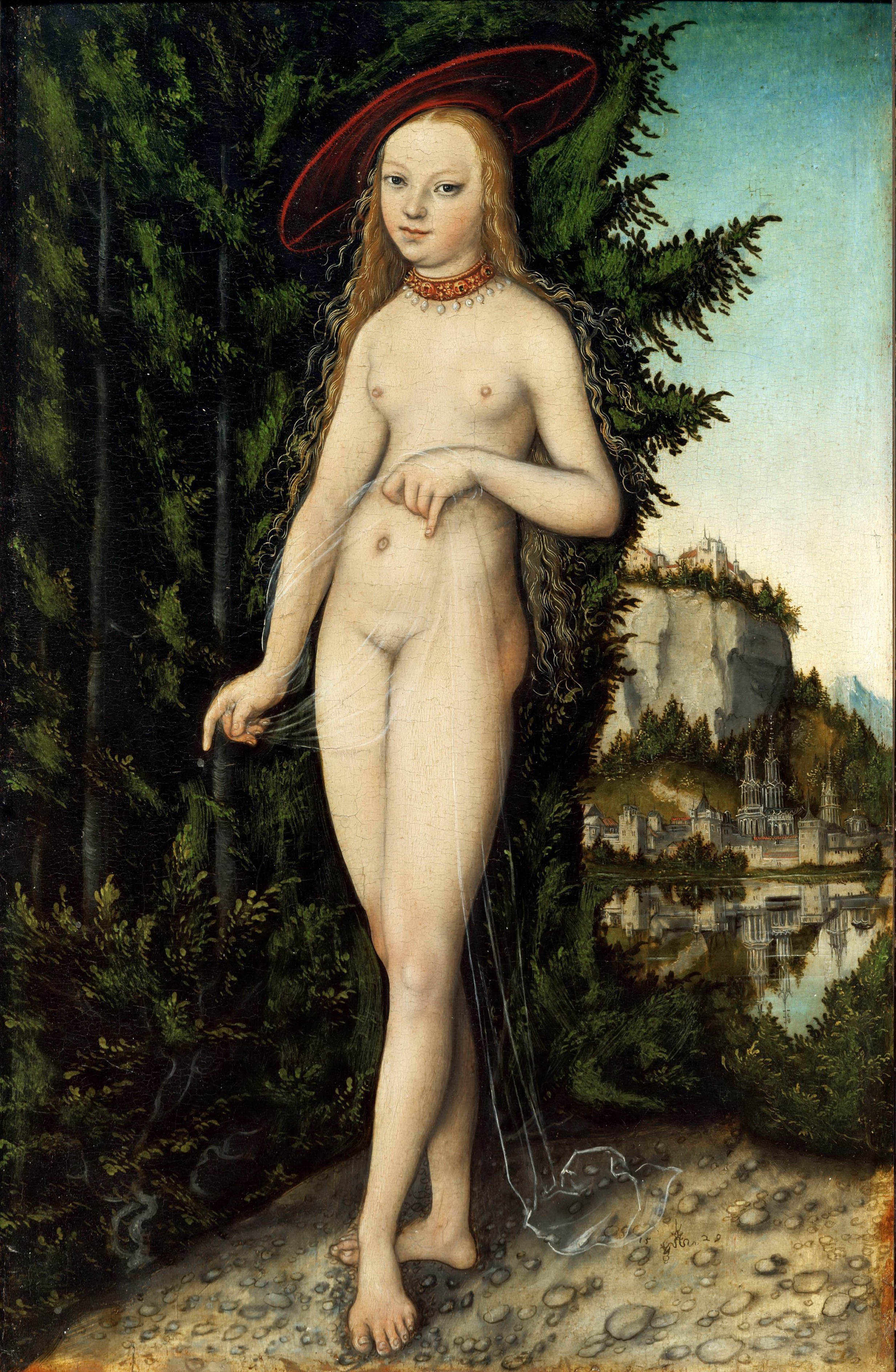
Vénus debout dans un paysage, 1529 – Musée du Louvre, Paris.
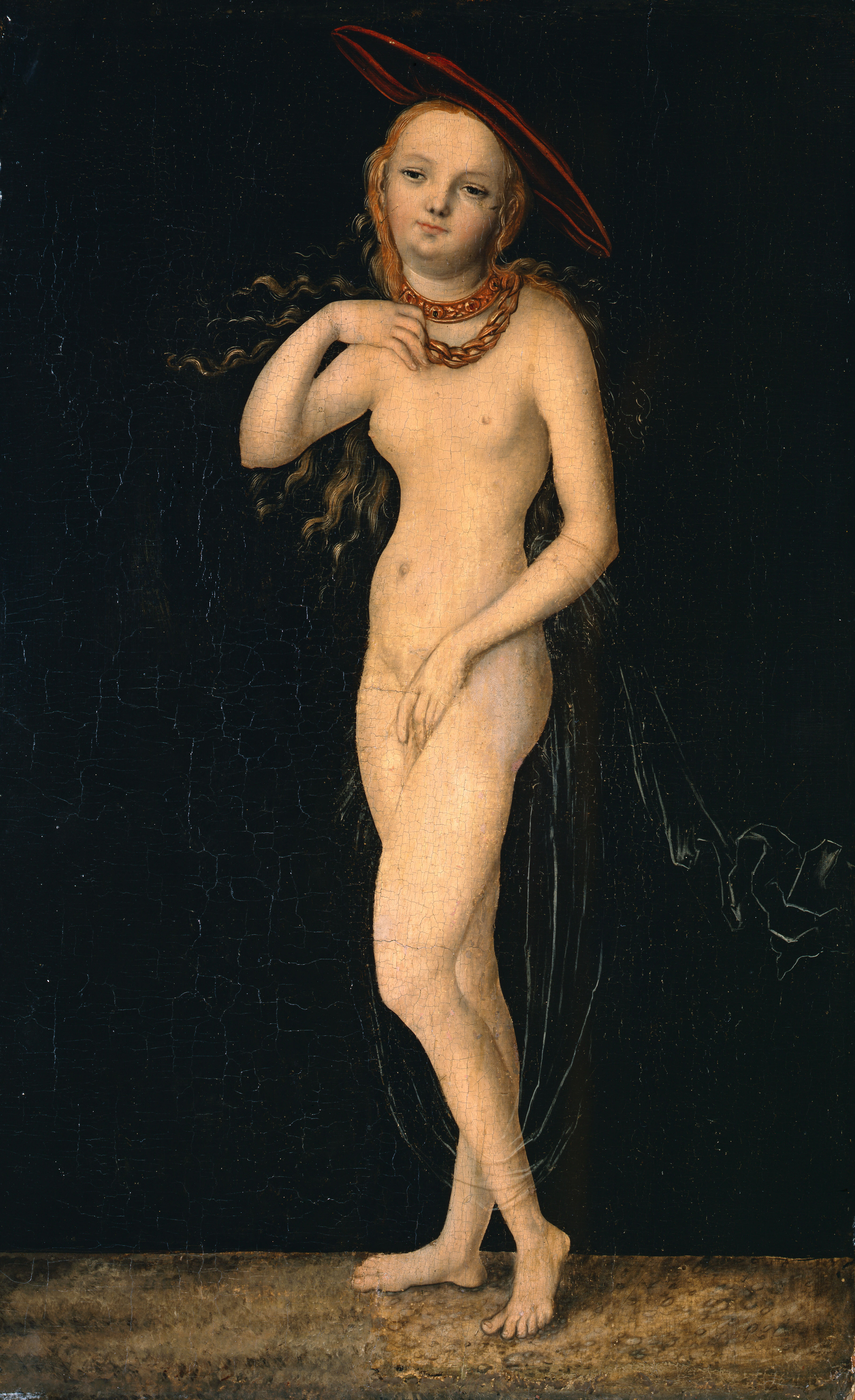
Vénus, vers 1530 – Musée Herzog Anton Ulrich, Brunswick.
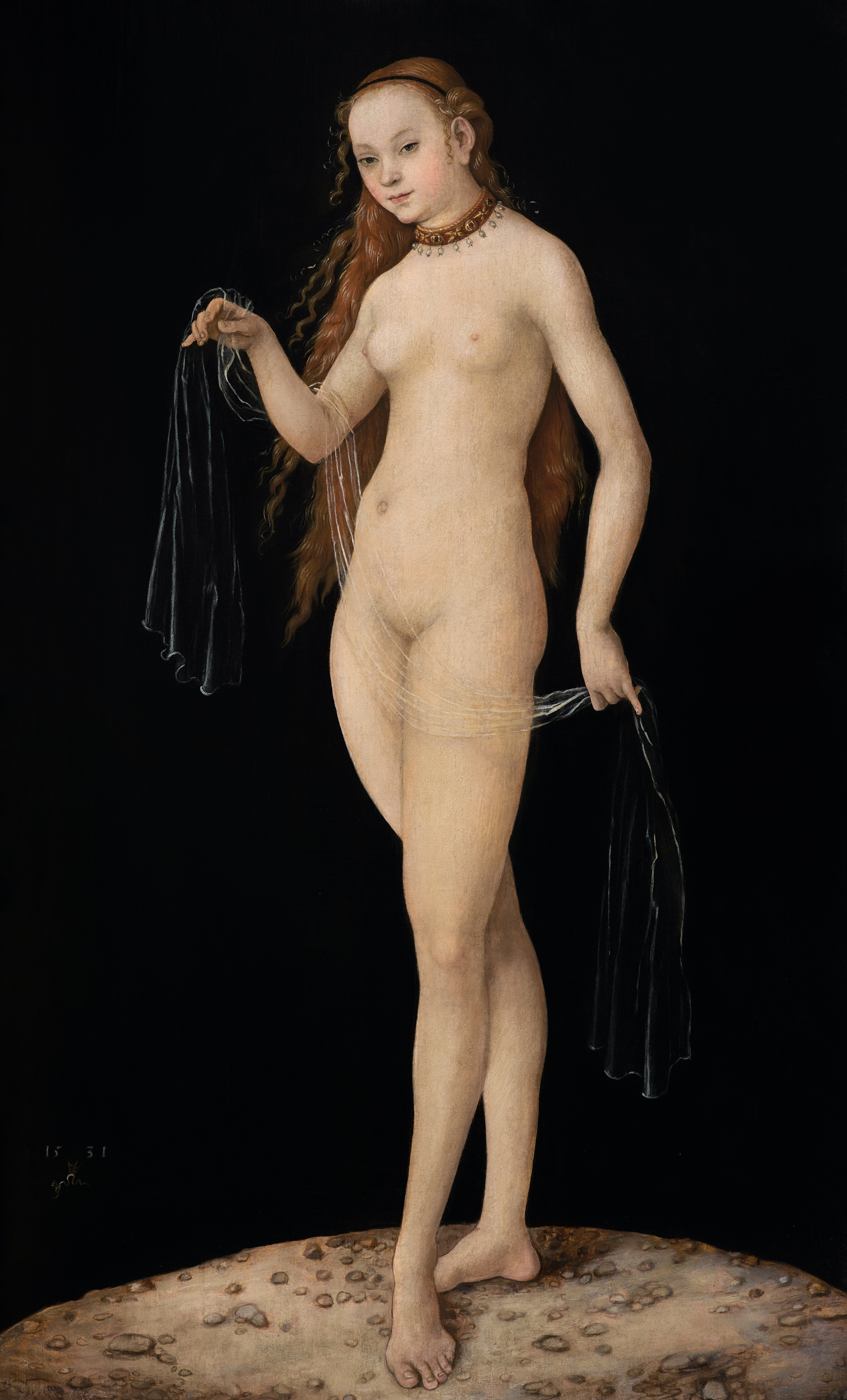
Vénus au voile (?), 1531 – Collection privée.